# 梅北一揆
梅北一揆（うめきたいっき）は、文禄元年（1592年）6月に島津氏の家臣で大隅国菱刈郡湯之尾地頭の梅北国兼が起こした一揆である。

## 概要
豊臣秀吉による1回目の朝鮮出兵（文禄の役）の際、前線基地である肥前名護屋城へ向かう船を待つ名目で肥後国葦北郡佐敷に留まっていた梅北国兼は、文禄元年6月15日（1592年7月23日）、葦北を治める肥後熊本城主加藤清正の朝鮮出征中の隙を突く形で佐敷城を占拠する。動機は、朝鮮出兵への反発とも、秀吉の支配に対する反発ともいわれる。
この一揆には田尻但馬、東郷甚右衛門といった島津家臣が参加し、それぞれの手勢に農民や町人が加わった反乱軍の人数は七百人であったとも二千人であったともいわれる。
これまで、国兼は佐敷城の留守を預かっていた安田弥右衛門らの偽りの投降に油断して6月17日に境善左衛門によって斬殺されたため一揆はわずか3日で鎮圧された、とされていた。しかし、最近になって一揆勢は佐敷城を15日にわたって占拠していたという説も浮上している。いずれにしても一揆勢は佐敷の北の八代城（現在の麦島城跡）を攻めたが失敗に終わり、加藤氏や肥後人吉城主相良氏の軍勢によって鎮圧され、国兼は死亡した。国兼の首は名護屋城に届けられて浜辺に晒され、胴体は佐敷五本松に埋められたという。
この梅北一揆はもともと遅れ気味であった島津氏の文禄の役参陣をさらに遅らせてしまう結果となり、島津義弘をもってして「日本一の遅陣」と言わしめるほどの失態につながった。この遅陣は島津氏に対する豊臣政権の不信を招き、島津領内では豊臣政権の遣わした浅野長政や細川幽斎らによる徹底した検地が行われることになる。さらに島津歳久が秀吉によって一揆の黒幕とみなされ、島津義久の追討を受けて死亡したほか、一揆に家臣が参加したという理由で肥後の阿蘇惟光がわずか12歳で切腹させられた。
梅北一揆によって島津氏の政治的な立場は極度に悪化したが、検地やそれに伴う国人領主層の没落は結果として島津氏の大名権力強化につながり、慶長の役で軍功をあげ名誉を挽回する契機となった。また事件後の処罰が苛烈だったことから、この後の豊後大友氏の改易事件などとともに、豊臣政権になじまなかった九州の諸勢力を政権体制下に組みふせる効果があったとされる。
一方、国兼は旧領において神となり、現在も鹿児島県姶良市北山に国兼を祀る梅北神社が残っている。